# Псевдолорикария
Псевдолорикария (лат. Pseudoloricaria laeviuscula) — вид лучепёрых рыб из семейства кольчужных сомов, единственный представитель рода псевдолорикарий (Pseudoloricaria). Научное название рода происходит от греч. pseudes  — «фальшивый» и лат. lorica — «кожаный доспех».

## Описание
Общая длина достигает 30,5 см. Голова имеет округлую форму, несколько уплощена сверху, рыло немного вытянуто. Зубы на предчелюстной кости отсутствуют. У половозрелых самцов нижняя губа длинная и широкая. Туловище стройное и удлинённое. Хвостовой стебель сужается к хвостовому плавнику. Спинной плавник низкий, средней длины. Грудные плавники длинные, серповидные, в основании широкие. Жировой плавник отсутствует. Хвостовой плавник вытянутый, разрезанный.
Окраска коричневая с продольными рядами мелких чёрных точек от начала спинного плавника до хвостового плавника.

## Образ жизни
Биология изучена недостаточно. Это донная рыба. Предпочитает пресные и прозрачные воды. Встречается в основном потоке реки, а также во временных водоёмах. Держится песчаного дна. Питается мелкими беспозвоночными и частично водорослями.

## Размножение
Самец вынашивает икру на нижней губе.

## Распространение
Является эндемиком Бразилии. Обитает в бассейне реки Амазонки, прежде всего её притоках Рио-Негро и Риу-Бранку.